# Abreißseil

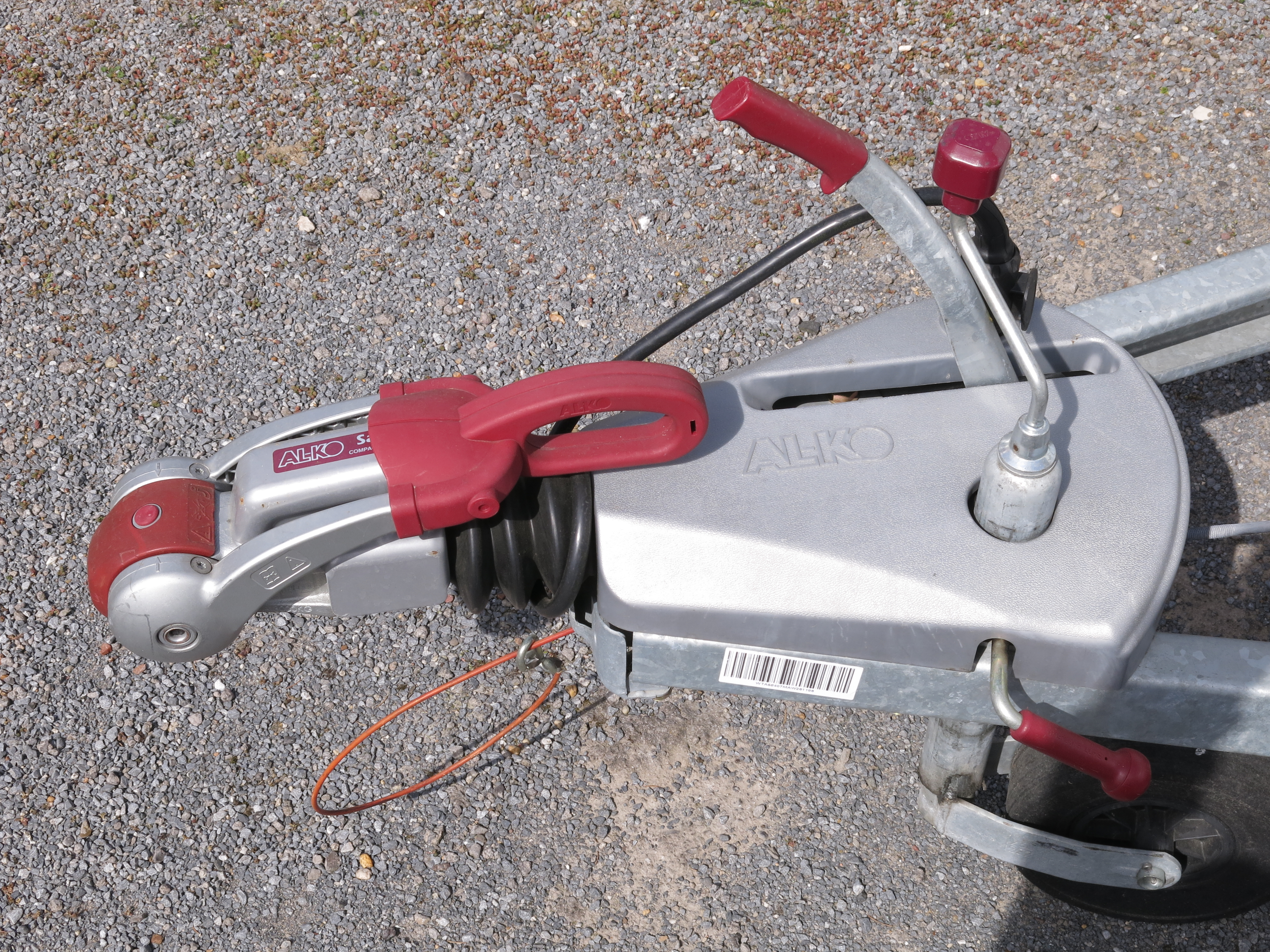
Abreißseil (orange) der Auflaufbremse

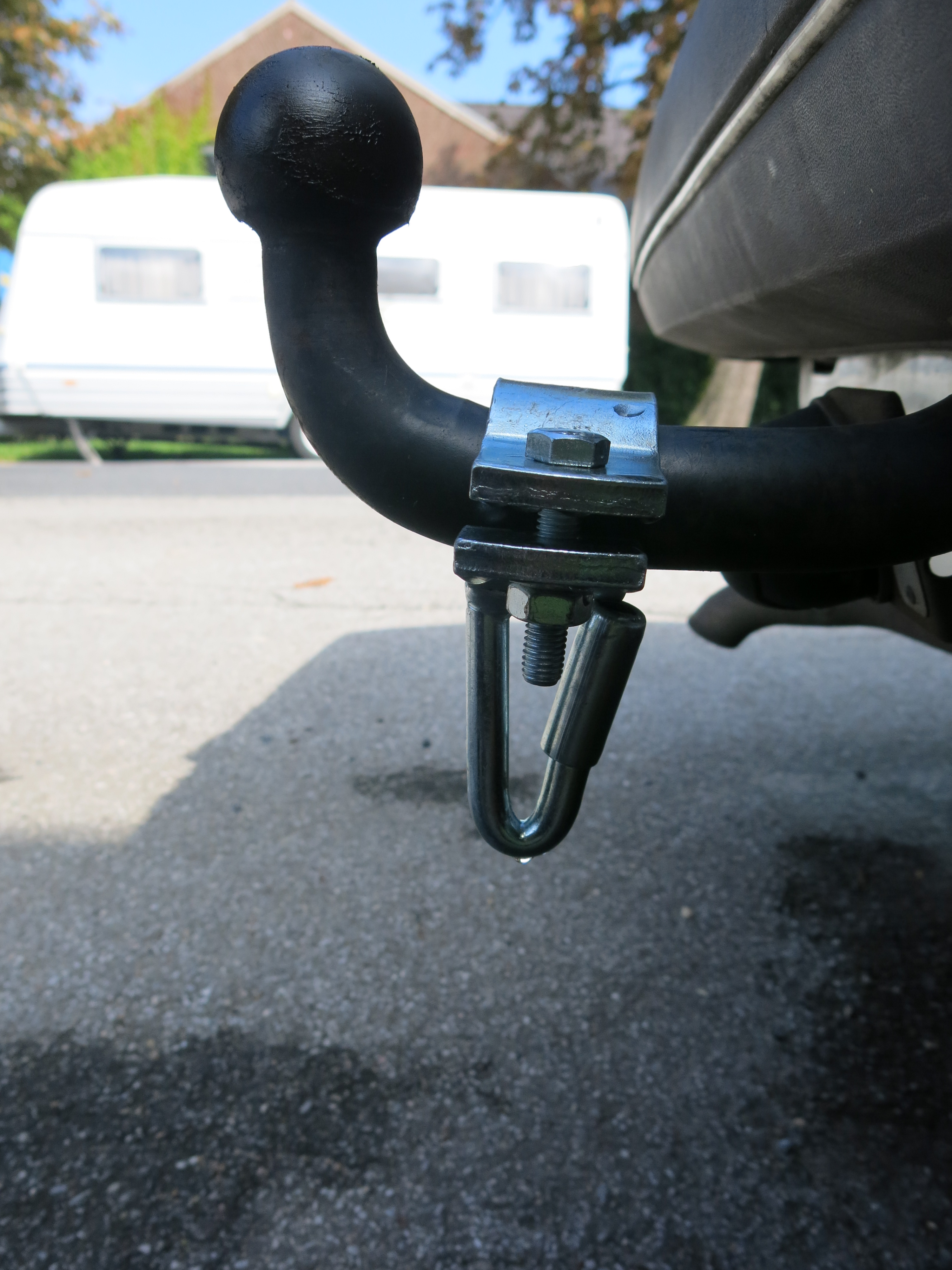
Losreißvorkehrung oder „Holland-Haken“

Ein Abreißseil (auch Abreißleine) betätigt die Bremse eines Anhängers, falls dieser sich während der Fahrt vom Zugfahrzeug lösen sollte. Es ist in Deutschland bei auflaufgebremsten Anhängern mit einer Gesamtmasse von 750 bis 3500 kg gesetzlich vorgeschrieben.

## Technik
Das Abreißseil wird mit Schlaufe und Karabinerhaken um den Hals der Kugelkopfkupplung des Zugfahrzeugs gelegt. Sollte sich der Anhänger unerwartet während der Fahrt vom Zugfahrzeug lösen, wird der Handbremshebel durch die Zugwirkung des Abreißseils betätigt und die Feststellbremse angezogen. Das Abreißseil inklusive Karabiner, Öse am Fahrzeug, Ring muss dafür die 7500-Newton-Norm der DIN 5299 erfüllen. Die Feststellbremse muss darauf „auch bei einer Steigung von 18 Prozent und in einem Gefälle von 18 Prozent“ den Anhänger selbsttätig zum Stehen bringen. Dies verhindert, dass der Anhänger nach dem unerwarteten Lösen ungebremst weiterrollt, wie es bei einer groben Fehlfunktion oder Fehlbedienung der Kupplung nicht mit Absolutheit ausgeschlossen werden kann. Während ältere Kugelkopfkupplungen, die nach der Richtlinie EG 94/20 geprüft wurden, häufig keine zusätzlichen Bohrungen oder Ösen zur Aufnahme des Abreißseils haben, ist nach der neuen Norm ECE 55 R seit 17. März 2010 eine derartige Sicherung vorgeschrieben. Die Führung des Seiles durch eine solche Öse soll verhindern, dass die Schlaufe über die Kugelkopfkupplung rutschen kann. Lässt sich der Haken nicht durch die Öse führen, kann z. B. ein entsprechend dimensionierter Schäkel Abhilfe bringen. Eine Nachrüstung wird in Deutschland nicht verlangt, ist jedoch in den Niederlanden und der Schweiz Pflicht.
Nach verschiedenen Veröffentlichungen in Deutschland darf das Abreißseil nur dann ohne Schlaufe um den Hals der Kupplung direkt an der Öse befestigt werden, wenn es sich beim Haken der Öse um einen so genannten „Feuerwehrhaken“ 70 mm nach DIN 5299 handelt, da andere Haken ohne Schlaufenbildung des Seiles keine ausreichende Kraft (7500 Newton) übertragen können.

## Sondervorschriften
In den Niederlanden sind bezüglich der Befestigung des Abreißseils besondere Vorschriften zu beachten. Das in den Niederlanden sogenannte „Losbreekkabel“ darf nicht nur mit einer Schlaufe um den Kupplungskopf gelegt werden, sondern muss nach Artikel 5.18.34-2 der Anordnung zur Durchführung des Straßenverkehrsgesetzes fest an der Kupplung des Zugwagens mittels Öse (umgangssprachlich „Holland-Öse“) oder Haken (umgangssprachlich „Holland-Haken“) zusätzlich befestigt sein. Ein direktes Einhaken sei laut niederländischem Automobilklub ANWB rechtlich zulässig, aber nicht zu empfehlen, wenn kein Haken nach DIN 5299 verwendet wird. Des Weiteren ist bei ungebremsten Anhängern bis 750 kg eine besondere Losreißvorkehrung durch Stahlseil (Fangseil) oder Kette vorgeschrieben. Zuwiderhandlungen können mit einer Geldbuße bis zu 230 Euro geahndet werden; das gilt für alle in den Niederlanden verkehrenden Anhänger-Gespanne.
In der Schweiz gilt hinsichtlich der gebremsten Anhänger eine ähnliche Regelung wie in den Niederlanden. Das „lassomäßige“ Überwerfen des Abreißseils über die Kugelkopfkupplung allein ist nicht zulässig; es muss eine zusätzliche Sicherung gegen ein Rutschen des Seiles über den Kupplungskopf geben. Handelt es sich nicht um eine „starre“ Anhängerkupplung, soll die Sicherung des Abreißseiles am Chassis des Fahrzeuges erfolgen. Nur wenn dies nicht möglich ist, werde die Sicherung an der Anhängerkupplung selbst toleriert. Diese Vorschriften gelten für alle in der Schweiz verkehrenden Anhänger-Gespanne.